# Teura’itera’i Tupaia
Teura’itera’i Tupaia ⓘ (* 6. Februar 2000 in Papeete, Französisch-Polynesien) ist ein französischer Leichtathlet, der sich auf den Speerwurf spezialisiert hat und aktuell Inhaber des Landesrekordes ist.

## Sportliche Laufbahn
Erste internationale Erfahrungen sammelte Teura’itera’i Tupaia bei den 2016 erstmals in Tiflis ausgetragenen Jugendeuropameisterschaften, bei denen er mit einer Weite von 71,74 m mit dem leichteren 700-g-Speer den vierten Platz belegte. Im Jahr darauf erreichte er bei den U18-Weltmeisterschaften in Nairobi mit 68,54 m den siebten Platz und 2019 schied er bei den U20-Europameisterschaften in Borås mit 68,62 m in der Qualifikationsrunde aus. 2021 gewann er bei den U23-Europameisterschaften in Tallinn mit 78,80 m die Bronzemedaille hinter dem Finnen Topias Laine und Leandro Ramos aus Portugal. Im Jahr darauf siegte er mit 73,53 m bei den U23-Mittelmeer-Meisterschaften in Pescara und 2024 verbesserte er den französischen Landesrekord auf 86,11 m. Zudem belegte er bei den Europameisterschaften in Rom mit 82,98 m den fünften Platz. Im August brachte er bei den Olympischen Sommerspielen in Paris in der Qualifikationsrunde keinen gültigen Versuch zustande.
2021 wurde Tupaia französischer Meister im Speerwurf.